# Trådlöst sensornätverk

Typisk uppbyggnad av ett multi-hopp trådlöst sensornätverk

Trådlöst sensornätverk, wireless sensor network (WSN), består av sensorer som skickar signaler till en gemensam mottagare. Sensorerna tar in data som temperatur, ljud, vibrationer, tryck och rörelser. Dessa data skickas via radiovågor till en mottagaren som sedan kan sända informationen vidare via telekommunikationsnät eller datakommunikationsnät till en dator för vidare bearbetning och analys.

## Användning
Trådlösa sensornätverk har många olika tillämpningsområde. Bland de första intressenterna var militären för att kunna övervaka ett slagfält. 
Medicinsk övervakning och medicinsk diagnostik är ett intressant område där sensorerna kan anbringas på kroppen, inplanteras under huden eller sväljas
Övervakning av fysiska objekt som husfunktioner men också av ytor som åkerarealer eller där det finns risk för miljöförorening är andra användningsområden.
Att övervaka naturkatastrofer som att vid en skogsbrand kasta ut sensorer från ett flygplan är ytterligare ett möjligt användningsområde.

## Teknik

### Standarder
Det finns i dagsläget ett antal godkända standarder för trådlösa sensornätverk, men även ett antal under utveckling.
ZigBee och IEEE 802.15.4 är standardprotokoll för trådlösa sensornätverk och ger fördelar inom hemautomation, industriell automation, byggnadskontroll, smart mätning samt energihantering. ZigBee är avsett för användning inom inbäddade applikationer som kräver låga datahastigheter och låg strömkonsumtion. Deras fokus just nu är att definiera ett universalt, billigt samt självorganiserande maskat nätverk.
WirelessHART är en accepterad och publicerad standard, som bland annat bygger på IEEE 802.15.4. Det är egentligen en utökning av HART-protokollet som är speciellt designat för industriella applikationer som processövervakning och kontroll.
Hos IETF finns en arbetsgrupp som arbetar med 6LoWPAN. Deras mål är att definiera transporten av IPv6 över IEEE 802.15.4-standardiserade, energisnåla och trådlösa PANs. 6LoWPAN är en internationell öppen standard som möjliggör användning av 802.15.4 och IP tillsammans på ett enkelt och välförstått sätt.
IEEE 802.15.4 är väldigt lovande för de lägre lagren (fysiska och länklagret). För funktionalitet på högre lager finns det dock intresse att använda IP-teknologi. Standarden för trådlösa omvandlare, IEEE 11451.5, har ett kapitel för 6LoWPAN, och standarden ISA SP100, för trådlösa industriella nätverk, har adopterat 6LoWPAN för deras nätverkslager.

### Hårdvara
Önskvärda egenskaper för sensornoder inkluderar: lättinstallerade, självidentifikation, självdiagnostik, pålitlighet, tidsmedvetenhet för samordning med andra noder, viss mjukvara och digital signalbehandling.
Likt klassiska datorarkitekturer kan huvudkomponenterna för den fysiska arkitekturen för WSN-noder klassificeras i fyra huvudgrupper: bearbetning, lagring, kommunikation samt avläsning och automatisering (drivkraft).
Det finns väldigt många sensortillverkare och nätverk på marknaden idag. Det är för kostsamt att tillverka specifika omvandlare för varje nätverk på marknaden. Olika komponenter framställda av olika tillverkare borde vara kompatibla. Därför togs en standard för smarta sensornätverk fram, IEEE 1451. Tanken var att underlätta för tillverkare att utveckla sensorer och att integrera dem i nätverk. Målen med smarta sensorer inkluderar att flytta intelligensen närmare mätningspunkten, vilket gör integrering och underhåll av distribuerade sensorsystem kostnadseffektivt.
Det finns en stor samling typer av sensorer. Exempel är mekaniska, magnetiska och elektromagnetiska, termiska, optiska, kemiska och biologiska samt akustiska sensorer. 
Svårigheterna med hårdvaran för sensornätverk är att producera tillräckligt små sensornoder till låga kostnader. Miniatyrisering och låg kostnad följer nya och framtida framsteg inom MEMS.